# باد بويس
باد بويس هو سياسي كندي، ولد في 20 مارس 1924 في سانت جون في كندا، وتوفي في 16 مارس 1984 في ساسكاتون في كندا. حزبياً، نشط في New Democratic Party of Manitoba ‏. وقد انتخب عضو المجلس التنفيذي لمانيتوبا ‏.